# Geolycosa tangana
Geolycosa tangana este o specie de păianjeni din genul Geolycosa, familia Lycosidae. A fost descrisă pentru prima dată de Roewer, 1959.
Este endemică în Tanzania. Conform Catalogue of Life specia Geolycosa tangana nu are subspecii cunoscute.